# コシロネ
コシロネ（小白根、学名：Lycopus cavaleriei）は、シソ科シロネ属の多年草。別名、サルダヒコ、イヌシロネ。

## 特徴
根茎から細長い白色の地下茎を伸ばし、地下茎の節に多数のひげ根が生える。茎はあまり枝分かれしないで直立し、4角形で、高さは15-60cmになり、茎に毛はなく、節部分にのみ毛がつく。葉は対生し、葉身は細長い倒卵形から倒披針形で、長さ2-4cm、幅1-2cm、葉先は鋭頭または鈍頭、基部はしだいに細くなって長い葉柄になり、縁には鈍頭で粗い鋸歯がある。葉の表面はほとんど無毛で光沢が無く、細かい腺点が密にある。
花期は8-11月。各葉腋に小型の花を数個ずつ密につける。萼は長さ約3mmになり、中ほどまで5裂し、裂片は長3角形で先は針状にとがる。花冠は白色で、長さ約3mm、先は4裂する。雄蕊は2個、雌蕊は1個ある。果実は4個の分果で、分果はくさび形の4面体になり、長さは約1.5mmになる。

## 分布と生育環境
日本では、北海道、本州、四国、九州に分布し、湿地に生育する。世界では、朝鮮半島、中国大陸に分布する。

## 分類
本種の母種で、小型で多数枝分かれするものをヒメサルダヒコ（Lycopus ramosissimus (Makino) Makino var. ramosissimus）として分類する場合もあるが、本種と区別しないことが多い。

## ギャラリー
- 萼裂片の先は針状にとがる。